# Centruroides exsul
Espèce
Synonymes
- Rhopalurus testaceus exsul Meise, 1933

Centruroides exsul est une espèce de scorpions de la famille des Buthidae.

## Distribution
Cette espèce est endémique des îles Galápagos en Équateur,.

## Systématique et taxinomie
Cette espèce a été décrite sous le protonyme Rhopalurus testaceus exsul par Meise en 1933. Elle est élevée au rang d'espèce et placée dans le genre Centruroides par Mello-Leitao en 1945.

## Publication originale
- Meise, 1933 : « The Norwegian Zoological Expedition to the Galapagos Islands, 1925, conduced by A. Wollebaek. VIII. Scorpiones. » Meddelelser fra det Zoologiske Museum, vol. 39, p. 25-43.